# Симфония № 3 (Шостакович)
Симфония № 3 ми-бемоль мажор, op. 20 («Первомайская») — симфония Дмитрия Шостаковича с подзаголовком. Впервые исполнена Ленинградским филармоническим оркестром и Академией хоровой капеллы под управлением Александра Гаука 21 января 1930 года. В симфонии использованы стихи С. Кирсанова.

## Структура
По аналогии со Второй, экспериментальная хоровая симфония, состоящая из четырех частей:
1. Allegretto — Allegro;
2. Andante;
3. Largo;
4. Moderato.

Симфония длится примерно от 25 до 35 минут, заключительная хоровая часть на стихи Кирсанова звучит около 5 минут.

## Обзор
Шостакович, в связи с установленной в стране политической обстановкой, заявлял, что симфония выражает дух мирного восстановления, однако большая часть произведения выдержана в тёмных тонах. В 1932 году Леопольд Стоковский представил симфонию в США, исключив хор. Последующие выступления много раз встречались с непониманием и неприятием. Западные критики воспринимали симфонию как типичную пропагандистскую работу, были и критика, исходящая от русских музыкантов, в том числе и от Сергея Прокофьева.